# Carcharhinus longimanus
El tiburón oceánico (Carcharhinus longimanus), también conocido como tiburón oceánico de puntas blancas, es una especie de elasmobranquio carcarriniforme de la familia Carcharhinidae. Es un gran tiburón pelágico de mares tropicales y templados. Es bajo y robusto; lo más notable son sus aletas largas, de punta blanca y redondeadas.
Es un pez de movimientos lentos, pero muy agresivo una vez inmerso en el frenesí alimentario. Estudios recientes han demostrado que su número está rápidamente decreciendo ya que sus largas aletas son el ingrediente principal de la sopa de aleta de tiburón, y como otras especies de tiburones, los tiburones oceánicos de puntas blancas sufren la presión de la pesca en su medio ambiente.

## Taxonomía
El tiburón oceánico fue descrito por primera vez por el naturalista René Primevère Lesson en el relato de sus descripciones del viaje de Louis Duperrey en la circunnavegación del mundo en la Corbeta Coquille (1822–1825). Lesson describió a dos especímenes en el archipiélago Tuamotu, en la Polinesia Francesa. Las nombró Squalus maou después de aprender la palabra polinésica para tiburón. Sin embargo la descripción y el nombre de Lesson fueron olvidados.
Fue descrito con posterioridad por el Español Felipe Poey en 1861 como Squalus longimanus. El nombre Pterolamiops longimanus ha sido usado durante toda la historia. El epíteto que marca a la especie, longimanus, se refiere a la longitud de sus aletas pectorales (longimanus traducido del latín es "manos largas").
El tiburón oceánico tiene muchos nombres comunes en inglés: Brown Milbert's sand bar shark, brown shark, nigano shark, whitetip whaler y whitetip shark.
Las reglas de la Comisión Internacional de Nomenclatura Zoológica establecen que la primera descripción es la que tiene prioridad; por lo tanto el nombre científico del tiburón oceánico de puntas blancas debería ser Carcharhinus maou. Sin embargo el nombre de Lesson permaneció olvidado durante tanto tiempo que Carcharhinus longimanus es el nombre aceptado ampliamente en la actualidad.

## Distribución y hábitat
El tiburón oceánico se encuentra en aguas oceánicas profundas y con una temperatura superior a 18 °C. Prefiere aguas entre 20 a 28 C° y tiende a desaparecer de las aguas de temperaturas inferiores a estas. Están ampliamente distribuidos y todavía habitan una amplia banda alrededor del globo; sin embargo, estudios recientes determinaron que su número está drásticamente disminuido. Un análisis de la bitácora de datos de mucho tiempo entre 1992-2000 (cubriendo toda la costa atlántica) estimó una declinación de un 70 % en este período.
Se encuentran en el mundo entre los 45° latitud norte y los 43° latitud sur. En 2004, un oceánico de puntas blancas fue encontrado muerto al oeste de la costa de Suecia —bastante más al norte de donde se considera su límite norte.
Este tiburón pasa la mayor parte de su tiempo en la capa superior del océano —entre los 0 y 50 m de profundidad—, prefiriendo las aguas abiertas y profundas. De acuerdo con los datos de captura de largo tiempo, la distancia de la costa es directamente proporcional al número de tiburones oceánicos encontrados. Ocasionalmente se encuentran en aguas poco profundas, hasta los 37 m, principalmente alrededor de islas mesooceánicas como Hawái, o en las áreas en las que la placa continental es delgada y hay acceso a aguas profundas cerca. Es típicamente solitario pero se reúne cuando la comida está disponible. A diferencia de muchos animales no tiene un ciclo diurno pero es activo día y noche. Su estilo de nado es lento, pero con las aleta pectorales ampliamente extendidas. A pesar de su aislamiento de las otras especies, puede observarse con un pez piloto, mahi mahi, o rémoras. En 1988, Jeremy Stafford-Deitsch informó de un espécimen acompañado de una ballena piloto de aleta corta.

## Anatomía y apariencia

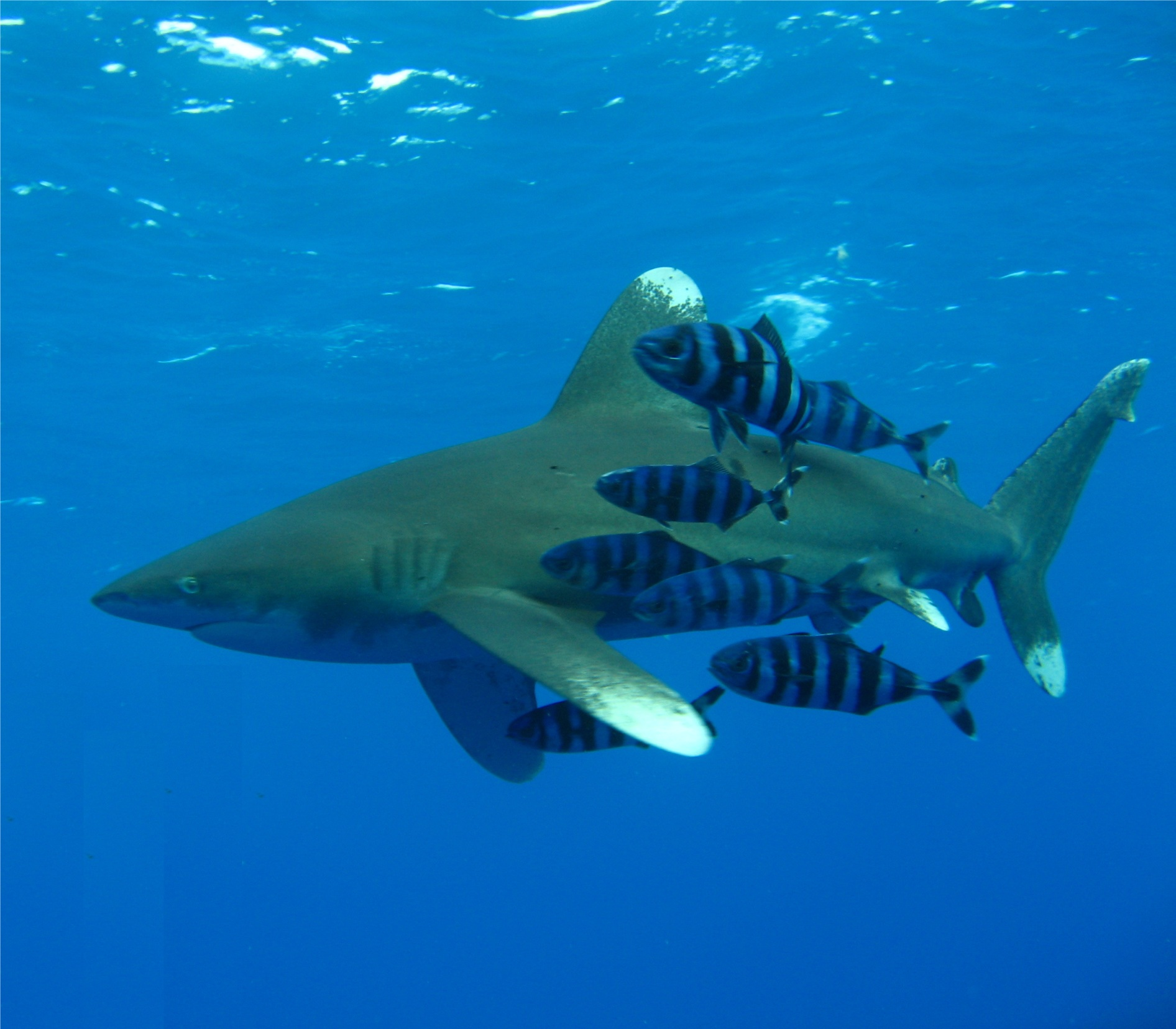
Un tiburón oceánico acompañado de un grupo de peces piloto.

La característica más peculiar de C. longimanus son sus largas aletas pectorales como alas, y su larga aleta dorsal. Las aletas son significativamente más largas que en las otras especies de tiburón, y son llamativamente redondeadas. La nariz del tiburón es redondeada y sus ojos circulares con membranas nictitantes
C. longimanus, sin embargo, tiene un cuerpo más bien aplastado, lo que le da un cierto aspecto jorobado. Su dorso puede ser de color bronce, café, azulado o gris (el color varía según la región), y ventralmente blanco (sin embargo pueden tener un tinte amarillento). El máximo tamaño de un oceánico es de 4 m, pero usualmente no exceden los 3 m. Su peso máximo es de 170 kg. La hembra es más grande que el macho (sin embargo esto es solo por 10 cm con machos en 1.8 m y hembras en 1.9 m.
La mayor parte de sus aletas (dorsal, pectoral, pélvica, y caudal) tienen puntas blancas (los especímenes juveniles y algunos de los adultos carecen de esta característica). Además de las puntas blancas, las aletas pueden ser moteadas y en los especímenes juveniles pueden tener marcas negras. Una marca en forma de silla de montar puede ser aparente entre la primera y segunda aleta dorsal.
El tiburón tiene muchas clases de dientes. Los de la mandíbula inferior pueden tener una punta fina aserrada y son relativamente pequeños y triangulares (algunos parecen colmillos). Hay entre 13 y 15 dientes a cada lado de la sínfisis. Los dientes en la mandíbula superior son triangulares, pero más largos y anchos, siendo completamente aserrados (hay 14 o 15 a cada lado de la sínfisis). Los dentículos son aplanadamente falsos y tiene entre 5-7 crestas.

## Dieta

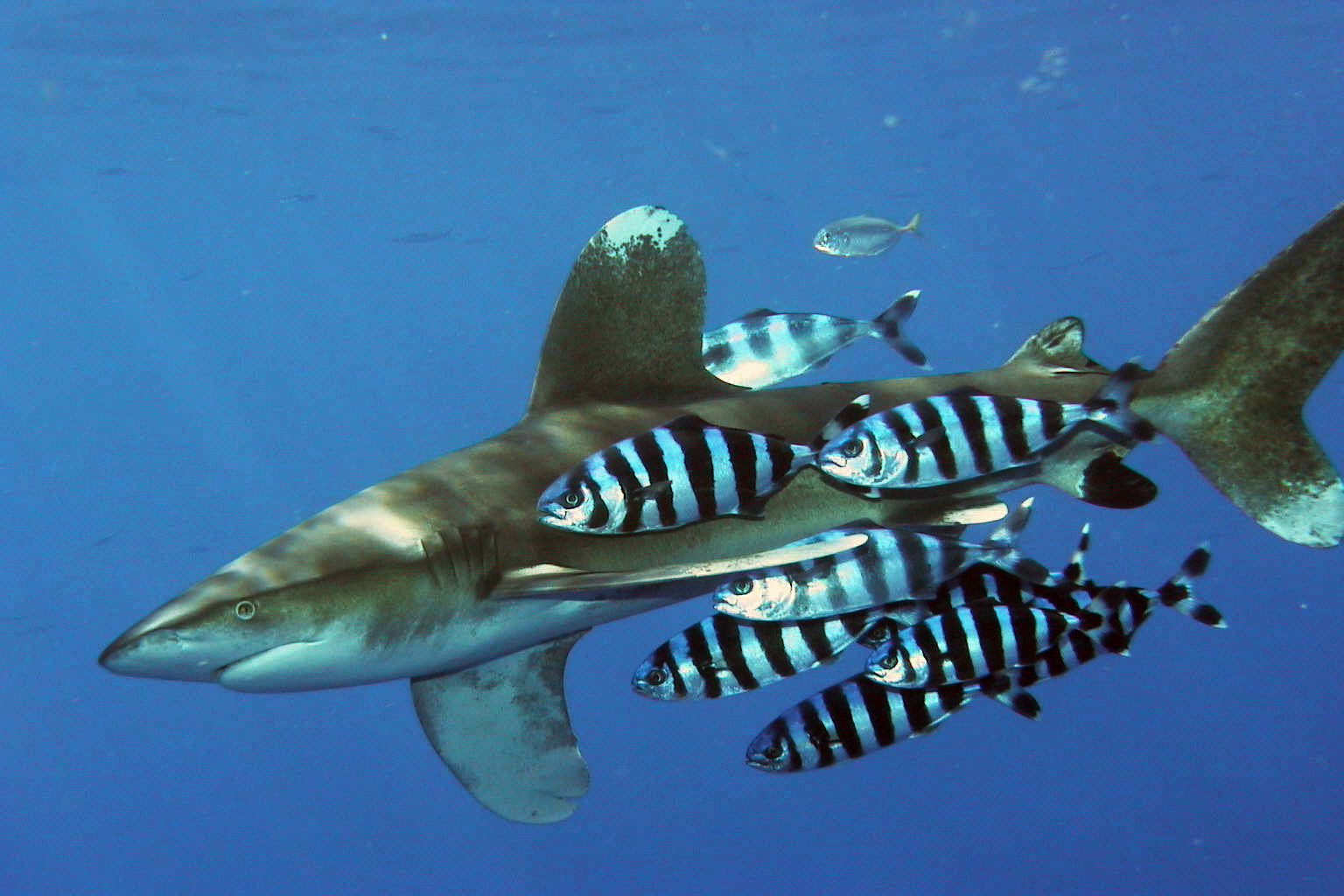
Tiburón oceánico fotografiado en el arrecife Elphinstone, mar Rojo, Egipto, acompañado de peces piloto.

C. longimanus se alimenta principalmente de cefalópodos y peces óseos. Sin embargo, su dieta puede ser más variada y menos selectiva. Se sabe que come barbos, manta rayas, tortugas marinas, aves marinas, gasterópodos, crustáceos, carroña de mamíferos, y hasta basura arrojada desde los barcos.
Los peces óseos que come son lanzones, pez remo, barracuda, jureles, llampugas, marlines, atunes y caballas.
Sus métodos de depredación incluyen morder a grupos de peces piloto o nadar con la boca abierta en medio de cardúmenes de atunes. Cuando se alimenta de otras especies, se comporta más agresivo.
Peter Benchley, autor de Jaws, observó a este tiburón nadar detrás de ballenas pilotos y comerse sus heces.

## Comportamiento
El tiburón oceánico es frecuentemente solitario y de movimientos lentos, y tiende a recorrer la cima de la columna de agua, cubriendo vastas extensiones de agua casi solitaria para encontrar alimento. Hasta el siglo XVI, los tiburones eran conocidos por los marineros como perros marinos y el oceánico de puntas blancas, que era el más común de los escualos que seguía a los barcos, exhibía un comportamiento canino cuando sus intereses eran molestados: cuando era atraído por algo que parecía ser comida, sus movimientos eran más ávidos, pero se aproximaba cautamente aunque en forma terca, manteniendo una distancia mínima para su seguridad, pero listo a saltar si la oportunidad se le presentaba. Los jaquetones de ley no son tiburones rápidos, pero son capaces de generar impresionantes ráfagas de velocidad.
Normalmente compite por comida con los tiburones sedosos, cambiando su patrón de nado quieto por un comportamiento más agresivo.
Los grupos se forman cuando individuos cercanos convergen en fuentes de comida, tras lo cual la fábula del "frenesí alimentario" puede ocurrir.
Este parece ocurrir, no por la presencia de sangre en el agua per se, o por rastros de sangre, pero sí por especies altamente conectadas y fuentes naturales de alimento (conservar la energía nadando lento en océano abierto no es fácil).
El tiburón oceánico es predador, oportunista, altamente competitivo y con grandes incentivos para explotar los recursos a su alcance, más que evitar problemas para obtener comida en el futuro.
No parece haber segregación por sexo o por tamaño como en otras especies. Los puntas blancas siguen estelas de atunes o de calamares y pueden seguir la pista de cetáceos como delfines o ballenas piloto como carroñeros de sus crías. Su instinto está fuertemente impreso, como resultado de milenios de caza de peces cebo, que siguen a los barcos que atraviesan los océanos. Cuando la caza de ballenas ocurre en mares cálidos, los oceánicos de puntas blancas son los responsables de la mayor parte del daño a los cadáveres de ballenas flotando.

## Reproducción
La estación de apareamiento es a principios del verano en todo el noroeste del océano Atlántico y en el sudoeste del océano Índico. Sin embargo, hembras capturadas en el Pacífico han sido encontradas con embriones en su útero en otras épocas del año, sugiriendo una época de apareamiento más larga en esta zona de la Tierra. El tiburón es vivíparo (los embriones se desarrollan in utero y son alimentados por la placenta). El período de gestación es de un año. Las camadas van de 1 a 15 recién nacidos con una longitud de 60 cm. La madurez sexual se obtiene los 1,75 m de longitud para los machos y a los 2 m para las hembras.

## Relación con el ser humano
Es una especie muy requerida comercialmente, ya que sus aletas son usadas para la sopa de aleta de tiburón y su aceite se utiliza con fines medicinales. Su carne es usada fresca, ahumada, salada y su piel es usada como cuero. Está sujeto a fuerte presión debido a la pesca en todo el globo. Sin embargo, la mayor parte de las veces es capturado por error, ya que muerde los cebos destinados a otras especies.
El afamado oceanógrafo Jacques Cousteau describió al tiburón oceánico como "el más peligroso de todos los tiburones". A pesar de la gran notoriedad del gran tiburón blanco y de otros tiburones encontrados cerca de la costa, es al oceánico de puntas blancas al que se considera como la principal especie responsable de la mayor parte de las pérdidas humanas en alta mar, sobre todo como resultado de la predación de naufragios en mar abierto o de aviones caídos al océano.
Estos incidentes no son incluidos en los índices de ataques de tiburón de los siglos XX y XXI, pero son conocidos en el mundo entero, por un solo incidente, el torpedeamiento del USS Indianapolis, el 30 de julio de 1945, dando un mínimo de 60 a 80 muertos por tiburones.
También, durante la Segunda Guerra Mundial, el Nova Scotia, un vapor de transporte que llevaba más de 1000 personas cerca de Sudáfrica fue torpedeado y hundido por un submarino alemán. Quedaron solo 192 sobrevivientes, y muchas de las víctimas fueron atribuidas al oceánico de puntas blancas.
El tiburón oceánico es altamente oportunista y agresivo, y se sabe que ataca al hombre solo por comida, ya que los buzos nadan muchas veces junto a ellos sin el más mínimo temor. Los buzos son advertidos de que deben acercarse al tiburón solo con extrema cautela, no arponear peces cerca de ellos, y si el tiburón se muestra demasiado inquisitivo, lo mejor es salir del agua lo antes posible. Se ha sugerido que cuando un tiburón comienza a acosar a un buzo, hay que pegarle en las branquias, nariz u ojos; sin embargo no se ha probado la eficacia de esta técnica en oceánicos de puntas blancas.

## Estado de conservación
En 1969, Lineaweaver y Backus escribieron del tiburón oceánico: "[es] extraordinariamente abundante, quizás el animal grande más abundante, más grande que 45 kg, sobre la faz de la Tierra". Hay pocos estudios de población hasta 2003, cuando los números habían descendido en un 70 % de los iniciales estimados en el atlántico del oeste y del noroeste entre 1992–2000.
Otro estudio enfocado en el golfo de México, usando una mezcla de datos de estudios de fauna pelágica de las costas de Estados Unidos de mediados de los 1950s y observaciones de finales de los 1990s, estimaron una declinación de 99,3 % en este período.
Sin embargo, no se consideraron los cambios en las prácticas de pesca o en la de colección de datos. Por esto existe un fuerte debate en la validez estadística de estas afirmaciones.
Como resultado de estos hallazgos el estado Lista Roja IUCN se ha trasladado a "vulnerable" globalmente (desde "riesgo bajo/cerca de amenaza") y "en peligro crítico " en las áreas del Atlántico del oeste y del noroeste.
En relación con el Acuerdo de las Naciones Unidas sobre las poblaciones de peces (UNFSA, acrónimo en inglés para United Nations Fish Stocks Agreement) de 1995, las zonas costeras e industrias de pesca deben tomar medidas para asegurar las especies en peligro, pero avances bastante pobres se han dado en relación con la protección del oceánico de puntas blancas.